# Isla Tenglo

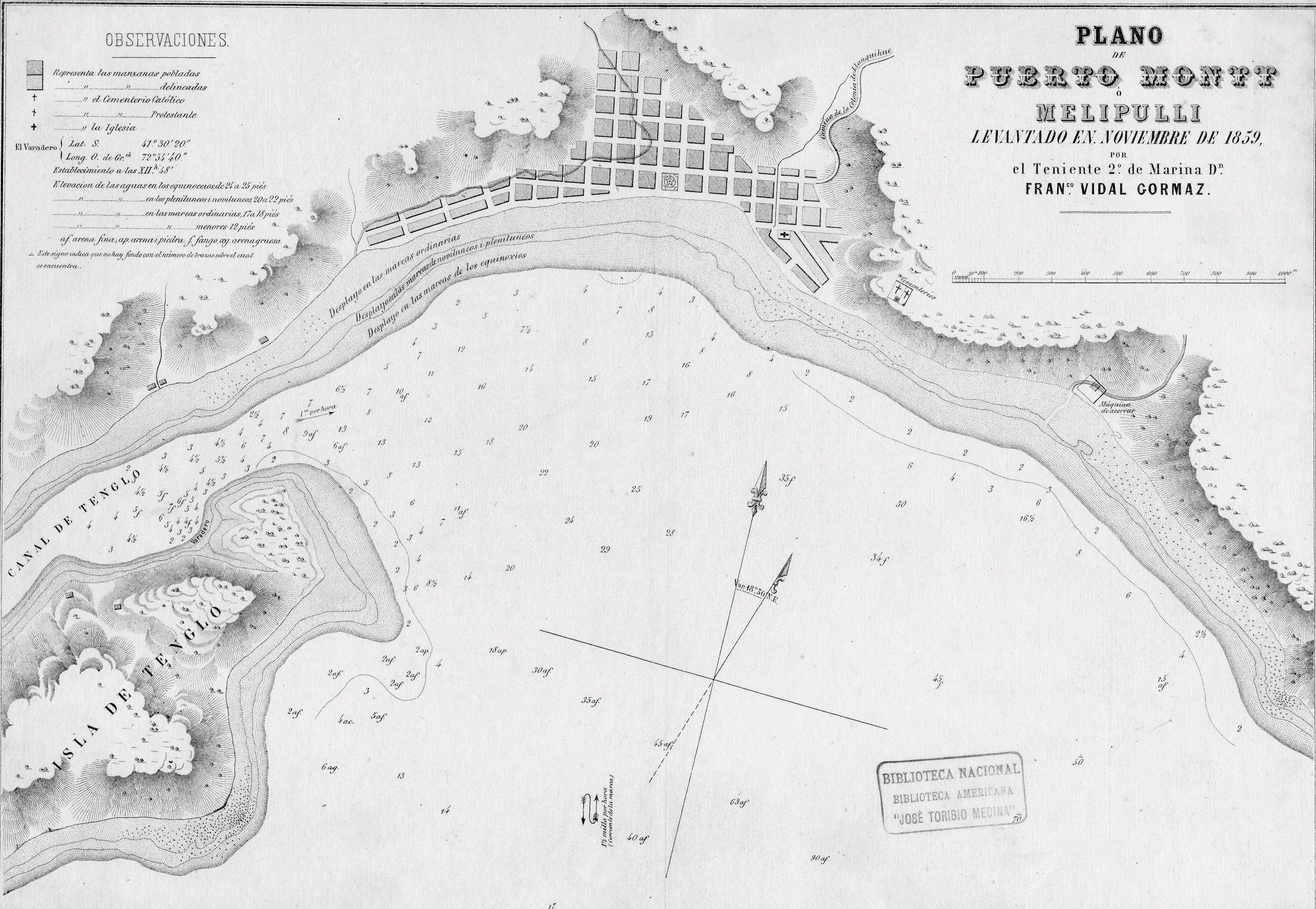
Plano de Puerto Montt de 1859 donde aparece la isla.

Isla Tenglo (mapudungún: tüng-lu, «sosegado», «lugar tranquilo y apacible», también «el terroncito») es una isla chilena ubicada frente a la ciudad de Puerto Montt, en la Región de Los Lagos. Es la más septentrional de las islas del seno de Reloncaví, y está separada de Puerto Montt por el canal Tenglo.Tiene una superficie de 4,7 km² y una población, al 2017, de 1078 habitantes.

## Descripción
La isla tiene tres sectores principales: Puntilla Tenglo (467 habitantes), en el extremo noreste de la isla. Otros caseríos son Colonia Brahm (168 habitantes) y La Capilla (110 habitantes).
Cuenta con dos escuelas, en la Puntilla y en La Capilla.
En el sector Puntilla existe un mirador, desde donde se tiene una vista panorámica de la ciudad, la bahía y sus alrededores. Este lugar cuenta con un santuario y una enorme cruz de color blanco, instalada en terrenos donados por Luis Hoffmann Dietz a la Municipalidad de Puerto Montt, e inaugurada en agosto de 1983.[cita requerida] La cruz fue restaurada en 2016, cuando fue reemplazada por una de mayor tamaño e implementada con luces led.

## Flora
Se destaca por su frondosa vegetación. Bosques típicos de la zona domina ciertos parajes de la isla —alerce, mañío, ulmo, ciruelillo— y otros están dedicados a labores agrícolas.

## Conectividad
Desde Puerto Montt hacia isla Tenglo hay lanchas de pasajeros todos los días, a todas horas, las que se pueden tomar tanto en la rampa frente a Puntilla Tenglo —en el centro de la ciudad—, en anahuac, como también en Angelmó y Chinquihue.